# De Stille Hof
De Stille Hof is een 20e-eeuwse begraafplaats in de Nederlandse plaats Hoogezand.

## Geschiedenis
De begraafplaats werd in 1938 ontworpen door tuinarchitect Jan Vroom jr.. De toegang tot de begraafplaats doet denken aan de Engelse landschapsstijl met vijverpartijen en een parkachtig aanzicht. De begraafplaats zelf is symmetrisch aangelegd langs een hoofdlaan en vertoont daarmee kenmerken van de Franse stijl. Aan het eind van de zichtas vanaf het poortgebouw staat een monument, waar jaarlijks slachtoffers uit de Tweede Wereldoorlog worden herdacht.
De Stille Hof is de jongste van de begraafplaatsen die werden aangelegd aan de Knijpslaan; eerder werden de Nederlands Hervormde begraafplaats, de algemene begraafplaats aan de overzijde van De Stille Hof en de joodse begraafplaats aangelegd. De eerste begrafenis op De Stille Hof vond plaats in 1941. De begraafplaats werd in 1950 en 1995 uitgebreid. De begraafplaats is nog in gebruik en is een erkend rijksmonument.

## Poortgebouw
Het poortgebouw bij de entree van de begraafplaats is sinds 2001 een rijksmonument. Het werd gebouwd in de Engelse landhuisstijl, naar een ontwerp van gemeentelijk architect M.J. Westerling. In het gebouw is in de ene vleugel het woonhuis van de beheerder en in de andere vleugel een aula en een kantoortje ondergebracht. De klok die in de dakruiter hing werd tijdens de Tweede Wereldoorlog weggehaald door de Duitsers. Pas in 2001 werd een nieuwe klok geplaatst, geschonken door een inwoonster.